# Miribel (tổng)
Tổng Miribel là một tổng của Pháp nằm ở tỉnh Ain trong vùng Rhône-Alpes.

## Địa lý
Tổng này được tổ chức xung quanh Miribel ở quận Bourg-en-Bresse. Độ cao ở đây từ 165 m (Neyron) đến 324 m (Beynost) với độ cao trung bình 176 m.

## Hành chính
| Giai đoạn | Ủy viên         | Đảng          | Tư cách                           |
| --------- | --------------- | ------------- | --------------------------------- |
| 2004-2009 | Jacques Berthou | Divers gauche | Maire de Miribel                  |
| 2009-2011 | Pierre Goubet   | Divers gauche | Maire de Saint-Maurice-de-Beynost |

## Số đơn vị
Tổng Miribel groupe 5 xã và có dân số 19 195 dân (theo điều tra dân số năm 1999, số lượng không tính trùng).
| Xã                       | Dân số | Mã bưu chính | Mã insee |
| ------------------------ | ------ | ------------ | -------- |
| Beynost                  | 3 530  | 01700        | 01043    |
| Miribel                  | 8 539  | 01700        | 01249    |
| Neyron                   | 2 157  | 01700        | 01275    |
| Saint-Maurice-de-Beynost | 4 020  | 01700        | 01376    |
| Thil                     | 949    | 01120        | 01418    |

## Biến động dân số
| 1962                                                     | 1968   | 1975   | 1982   | 1990   | 1999   |
| -------------------------------------------------------- | ------ | ------ | ------ | ------ | ------ |
| 8 969                                                    | 11 505 | 12 957 | 15 184 | 16 784 | 19 195 |
| Nombre retenu à partir de 1962 : dân số không tính trùng |        |        |        |        |        |